# Мисс Мелоди
Мисс Ме́лоди (англ. Ms. Melodie), настоящее имя — Рамо́на Скотт (англ. Ramona Scott; 1969, Флэтбуш, Бруклин — 17 июля 2012) — американская рэперша.
Карьера Мисс Мелоди началась в 1988 году, с выпуском сингла «Hype According To Ms. Melodie». Через год, в 1989 году она выпустила альбом Diva. В эти годы она также была участницей группы Boogie Down Productions, вместе со своим супругом KRS-One, за которым она была замужем с июля 1987 года до их развода в 1992 году.
43-летняя Мисс Мелоди скончалась 17 июля 2012 года по неизвестным в настоящее время причинам.